# Formula di Minkowski-Steiner
In matematica, la formula di Minkowski-Steiner è una formula che mette in relazione l'area superficiale e il volume di sottoinsiemi compatti dello spazio euclideo. Più precisamente, essa definisce l'area superficiale come la "derivata" di un volume chiuso definito in modo opportuno.
La formula di Minkowski-Steiner è utilizzata, insieme al teorema di Brunn-Minkowski, per provare la disuguaglianza isoperimetrica. Essa porta il nome di Hermann Minkowski e Jakob Steiner.

## Enunciato della formula di Minkowski-Steiner
Sia {\displaystyle n\geq 2}, e sia {\displaystyle A\subsetneq \mathbb {R} ^{n}} un insieme compatto. Indichiamo con {\displaystyle \mu (A)} la misura di Lebesgue (volume) di {\displaystyle A}. Definiamo la quantità {\displaystyle \lambda (\partial A)} mediante la formula di Minkowski-Steiner
{\displaystyle \lambda (\partial A):=\liminf _{\delta \to 0}{\frac {\mu \left(A+{\overline {B_{\delta }}}\right)-\mu (A)}{\delta }},}
dove
{\displaystyle {\overline {B_{\delta }}}:=\left\{x=(x_{1},\dots ,x_{n})\in \mathbb {R} ^{n}\left||x|:={\sqrt {x_{1}^{2}+\dots +x_{n}^{2}}}\leq \delta \right.\right\}}
denota la palla chiusa di raggio {\displaystyle \delta >0} e
{\displaystyle A+{\overline {B_{\delta }}}:=\left\{a+b\in \mathbb {R} ^{n}\left|a\in A,b\in {\overline {B_{\delta }}}\right.\right\}}
è la somma di Minkowski di {\displaystyle A} e {\displaystyle {\overline {B_{\delta }}}}, in modo che
{\displaystyle A+{\overline {B_{\delta }}}=\left\{x\in \mathbb {R} ^{n}{\mathrel {|}}\ {\mathopen {|}}x-a{\mathclose {|}}\leq \delta {\mbox{ per qualche }}a\in A\right\}.}

## Osservazioni

### Misura superficiale
Per insiemi {\displaystyle A} "sufficientemente regolari", la quantità {\displaystyle \lambda (\partial A)} corrisponde effettivamente alla misura {\displaystyle (n-1)}-dimensionale della frontiera {\displaystyle \partial A} di {\displaystyle A}. Consultare Federer (1969) per una piena trattazione di questo problema.

### Insiemi convessi
Quando l'insieme {\displaystyle A} è un insieme convesso, il limite inferiore scritto sopra è un vero limite, e si può dimostrare che
{\displaystyle \mu \left(A+{\overline {B_{\delta }}}\right)=\mu (A)+\lambda (\partial A)\delta +\sum _{i=2}^{n-1}\lambda _{i}(A)\delta ^{i}+\omega _{n}\delta ^{n},}
dove i {\displaystyle \lambda _{i}} sono funzioni continue di {\displaystyle A} (vedere quermassintegral) e {\displaystyle \omega _{n}} denota la misura (volume) della sfera unitaria in {\displaystyle \mathbb {R} ^{n}}:
{\displaystyle \omega _{n}={\frac {\pi ^{n/2}}{\Gamma (n/2+1)}}={\frac {2\pi ^{n/2}}{n\Gamma (n/2)}},}
dove {\displaystyle \Gamma } denota la funzione Gamma.

## Esempio: volume e area superficiale di una sfera
Prendendo {\displaystyle A={\overline {B_{R}}}} si ottiene la seguente formula ben conosciuta valida per l'area superficiale della sfera di raggio {\displaystyle R}, {\displaystyle S_{R}:=\partial B_{R}}:
{\displaystyle \lambda (S_{R})=\lim _{\delta \to 0}{\frac {\mu \left({\overline {B_{R}}}+{\overline {B_{\delta }}}\right)-\mu \left({\overline {B_{R}}}\right)}{\delta }}}
{\displaystyle =\lim _{\delta \to 0}{\frac {[(R+\delta )^{n}-R^{n}]\omega _{n}}{\delta }}}
{\displaystyle ={\frac {d}{dR}}\left(R^{n}\omega _{n}\right)=nR^{n-1}\omega _{n},}
dove {\displaystyle \omega _{n}} è come indicato sopra.